# Hilderyk
Hilderyk (ur. 460, zm. 533) – król Wandalów w latach 523–530. Był synem króla Huneryka i Eudoksji (córki cesarza Walentyniana III) oraz wnukiem sławnego wodza Wandalów, Genzeryka.
Jako najstarszy syn Huneryka był forsowany przez ojca na następcę tronu, wbrew wprowadzonej przez Genzeryka zasadzie senioratu oddającej władzę nad Wandalami najstarszemu spośród żyjących przedstawicieli rodu panującego. Nie objął jednak tronu bezpośrednio po śmierci ojca w 484, a dopiero wiele lat później, po śmierci kuzyna Trasamunda, którego zastąpił na tronie w 523.
Mimo że – podobnie jak jego poprzednicy – Hilderyk wyznawał arianizm, to zaprzestał prześladowania katolicyzmu, co było jak na realia państwa Wandalów i Alanów czymś nowym. Wydał dekret o równouprawnieniu katolików, dzięki czemu już w 525 mógł zebrać się krajowy synod biskupów katolickich, którzy powrócili z wygnania. Dzięki polityce tolerancji zbliżył się politycznie do odradzającego się pod władzą Justyniana Bizancjum. Już w 525 roku pojawił się na monetach wandalskich (obok portretu króla) wizerunek ówczesnego cesarza Justyna. Spowodowało to ostrą reakcję stronników zmarłego króla Trasamunda, którzy optowali za sojuszem z Ostrogotami, a którym przewodziła wdowa po zmarłym, siostra Teodoryka Wielkiego Amalafreda. Opozycja została rozbita gdy Hilderyk kazał zabić Gotów z otoczenia królowej wdowy. Sama Amalafreda uciekła do wrogich Wizygotom Berberów, ale po ich pokonaniu została uwięziona i wkrótce zmarła w niewyjaśnionych okolicznościach. Śmierć siostry króla Ostrogotów doprowadził do zerwania sojuszu z Teodorykiem, który zebrał wielkie siły do wyprawy przeciw Wandalom. Do inwazji jednak nie doszło gdyż uniemożliwiła ją choroba i śmierć Teodoryka (30 sierpnia 526).
Także dalekowzroczna (ze względu na przewagę katolicyzmu wśród miejscowej, zromanizowanej ludności podbitej) polityka religijna króla napotkała opór ze strony konserwatywnych, ariańskich kół arystokracji wandalskiej. Niechętna rosnącym wpływom katolickim na dworze opozycja ariańska skupiła się wokół królewskiego kuzyna, Gelimera. 19 maja 530 roku zdołał on Hilderyka pozbawić tronu i uwięzić. Obalenie prokatolickiego króla wywołało reakcję cesarza Justyniana, który zażądał przywrócenia władzy Hilderyka. Wobec odmowy Gelimera cesarz wykorzystał ten pretekst do najazdu na Afrykę Północną i pokonując uzurpatora włączył państwo Wandalów do cesarstwa (534). Sam Hilderyk nie dożył upadku swego królestwa, gdyż rok wcześniej z rozkazu Gelimera został zamordowany na pierwszą wieść o zbliżającym się najeździe.